# Grob zaprešićkih žrtava poginulih u narodnom pokretu 1903.
Grob zaprešićkih žrtava poginulih u narodnom pokretu 1903. nalazi se u mjestu Javorje, u općini Brdovec.

## Opis
Grob zaprešićkih žrtava stradalih u narodnom pokretu 1903. godine nalazi se na središnjem dijelu staroga mjesnog groblja u Javorju pokraj Brdovca. Visoka kamena stela (cca 3.30 m) smještena je nad pravokutnim zemljanim grobom učvršćenim jednostavnim betonskim okvirom. Masivni nadgrobni spomenik orijentiran je prema sjeveroistoku, izveden je od krškog mramora te zaključen stiliziranim zabatom koji je na prednjoj strani ukrašen secesijskim motivom meandra. Na vrhu nadgrobnika nalazi se antikizirajuća urna djelomično prekrivena draperijom, a isklesana je od bijelog (carrara) mramora. Zaprešićko krvoproliće dovelo je do još snažnijeg buđenja hrvatske nacionalne svijesti te se smatra ključnim događajem za daljnje širenje pobune diljem zemlje protiv mađarske dominacije. Grob ima kulturno-povijesnu i memorijalnu vrijednost.

## Zaštita
Pod oznakom Z-6493 zaveden je kao nepokretno kulturno dobro - pojedinačno, pravna statusa zaštićena kulturnog dobra, klasificirano kao "sakralna graditeljska baština".